# (7884) 1993 HH7
A (7884) 1993 HH7 a Naprendszer kisbolygóövében található aszteroida. Henri Debehogne fedezte fel 1993. április 24-én.